# Erythronium citrinum
Erythronium citrinum är en liljeväxtart som beskrevs av Sereno Watson. Erythronium citrinum ingår i Hundtandsliljesläktet och i familjen liljeväxter. Inga underarter finns listade.

## Bildgalleri

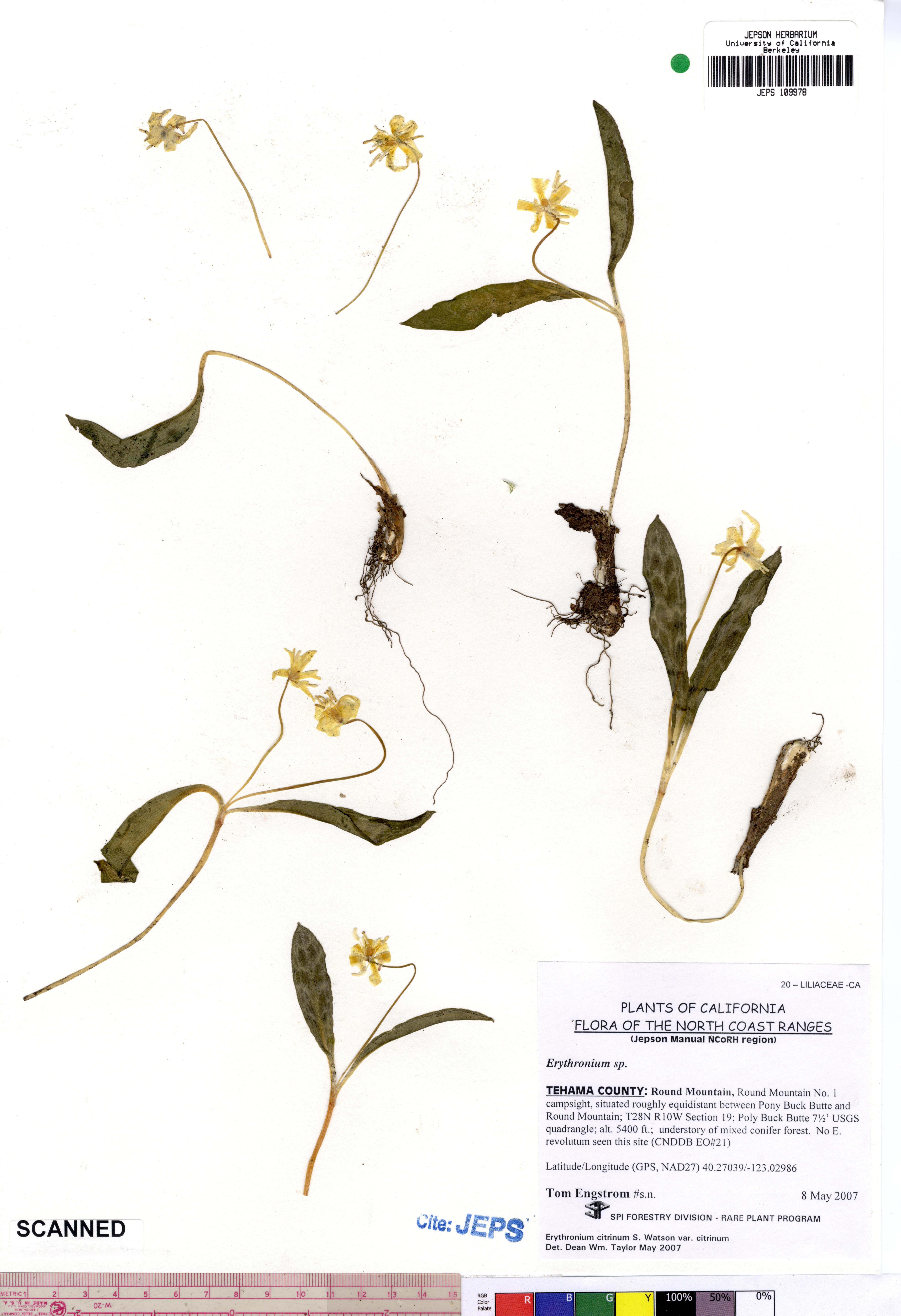